# Regionalwahl in der Basilikata 2024
Die Regionalwahl in der Basilikata 2024 fand am 21.–22. April statt. Gewählt wurden die 20 Mitglieder des Regionalrates (Consiglio regionale) und der Präsident des Regionalausschusses (Presidente della Giunta regionale).

Wahlkreise

Es gibt zwei Wahlkreise, die den Provinzen entsprechen:
- Matera;
- Potenza.

Sperrklausel: 3 % (Listen, die mit keiner Gruppe verbunden sind); 4 % (Listen, die mit einer Gruppe mit weniger als 8 % der Stimmen verbunden sind); 8 % (Listengruppen); keine Sperrklausel (Listen, die mit einer Gruppe mit mindestens 8 % der Stimmen verbunden sind)

## Wahlergebnis
| Kandidaten                                                | Kandidaten        | Stimmen | %    | Listen              | Stimmen | %    | Mandate |
| --------------------------------------------------------- | ----------------- | ------- | ---- | ------------------- | ------- | ---- | ------- |
|                                                           | Vito Bardigewählt | 153.088 | 56,6 | Fratelli d’Italia   | 45.458  | 17,4 | 4       |
| Forza Italia                                              | Vito Bardigewählt | 153.088 | 56,6 | 34.018              | 13,0    | 3    |         |
| Lega Salvini Basilicata                                   | Vito Bardigewählt | 153.088 | 56,6 | 20.430              | 7,8     | 2    |         |
| Azione                                                    | Vito Bardigewählt | 153.088 | 56,6 | 19.646              | 7,5     | 2    |         |
| Orgoglio Lucano                                           | Vito Bardigewählt | 153.088 | 56,6 | 18.371              | 7,0     | 1    |         |
| Unione di Centro – Democrazia Cristiana – Popolari Uniti  | Vito Bardigewählt | 153.088 | 56,6 | 6.636               | 2,5     | –    |         |
| La Vera Basilicata                                        | Vito Bardigewählt | 153.088 | 56,6 | 5.822               | 2,2     | –    |         |
| ↳ Gesamt                                                  | Vito Bardigewählt | 153.088 | 56,6 | 150.381             | 57,5    | 12   |         |
|                                                           | Piero Marrese     | 113.979 | 42,2 | Partito Democratico | 36.254  | 13,9 | 2       |
| Basilicata Casa Comune                                    | Piero Marrese     | 113.979 | 42,2 | 29.228              | 11,2    | 2    |         |
| Movimento 5 Stelle                                        | Piero Marrese     | 113.979 | 42,2 | 20.026              | 7,7     | 2    |         |
| Alleanza Verdi e Sinistra – PSI – La Basilicata Possibile | Piero Marrese     | 113.979 | 42,2 | 15.144              | 5,8     | 1    |         |
| Basilicata Unita                                          | Piero Marrese     | 113.979 | 42,2 | 7.483               | 2,9     | –    |         |
| Nicht gewählte Direktkandidat                             | Piero Marrese     | 113.979 | 42,2 | –                   | –       | 1    |         |
| ↳ Gesamt                                                  | Piero Marrese     | 113.979 | 42,2 | 108.135             | 41,4    | 8    |         |
|                                                           | Eustachio Follia  | 3.269   | 1,2  | Volt                | 2.947   | 1,1  | –       |
| Gesamt                                                    | Gesamt            | 270.336 | 100  |                     | 261.463 | 100  | 20      |
|                                                           |                   |         |      |                     |         |      |         |
| Quelle: Innenministerium                                  |                   |         |      |                     |         |      |         |

## Ergebnis nach Wahlkreisen
| Wahlkreis | Kandidaten (%) | Kandidaten (%) | Kandidaten (%)   | Gültige Stimmen |
| Wahlkreis | Vito Bardi     | Piero Marrese  | Eustachio Follia | Gültige Stimmen |
| --------- | -------------- | -------------- | ---------------- | --------------- |
| Matera    | 48,1           | 49,9           | 2,0              | 89.707          |
| Potenza   | 60,9           | 38,3           | 0,8              | 180.629         |